# Anchitosia queenslandensis
Anchitosia queenslandensis är en sjöstjärneart som först beskrevs av Livingstone 1932.  Anchitosia queenslandensis ingår i släktet Anchitosia och familjen ledsjöstjärnor.
Artens utbredningsområde är Nya Kaledonien. Inga underarter finns listade i Catalogue of Life.